# Distretto di Yangiobod
Il distretto di Yangiobod è uno dei 12 distretti della Regione di Djizak, in Uzbekistan. Il capoluogo è Balandchakir.